# Équipe d'Italie de football à la Coupe du monde 1962

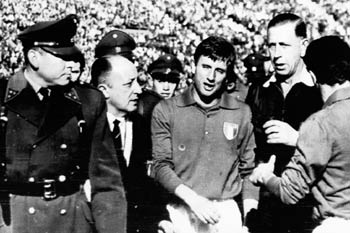
Extrait du match Italie-Chili

L'équipe d'Italie de football participe à la Coupe du monde de football 1962 organisée au Chili du 30 mai au 17 juin 1962.

## Effectif
Paolo Mazza et  Giovanni Ferrari
| No. | Pos.      | Joueur               | Date de naissance et âge | Sélec. | Club                  |
| --- | --------- | -------------------- | ------------------------ | ------ | --------------------- |
| 1   | Gardien   | Lorenzo Buffon       | 19 décembre 1929         | 13     | Internazionale Milano |
| 2   | Défenseur | Giacomo Losi         | 9 novembre 1935          | 9      | AS Roma               |
| 3   | Milieu    | Luigi Radice         | 15 janvier 1935          | 2      | AC Milan              |
| 4   | Défenseur | Sandro Salvadore     | 29 novembre 1939         | 5      | AC Milan              |
| 5   | Défenseur | Cesare Maldini       | 5 février 1932           | 6      | AC Milan              |
| 6   | Milieu    | Giovanni Trapattoni  | 17 mars 1939             | 7      | AC Milan              |
| 7   | Attaquant | Bruno Mora           | 29 mars 1937             | 9      | Juventus              |
| 8   | Attaquant | Humberto Maschio     | 20 février 1933          | 1      | Atalanta BC           |
| 9   | Attaquant | José Altafini        | 24 juillet 1938          | 4      | AC Milan              |
| 10  | Attaquant | Omar Sívori          | 2 octobre 1935           | 7      | Juventus              |
| 11  | Attaquant | Giampaolo Menichelli | 29 juin 1938             | 2      | AS Roma               |
| 12  | Gardien   | Carlo Mattrel        | 14 avril 1937            | 1      | US Palermo            |
| 13  | Gardien   | Enrico Albertosi     | 2 novembre 1939          | 1      | ACF Fiorentina        |
| 14  | Attaquant | Gianni Rivera        | 18 août 1943             | 1      | AC Milan              |
| 15  | Attaquant | Angelo Sormani       | 3 juillet 1939           | 0      | Mantova FC            |
| 16  | Défenseur | Enzo Robotti         | 13 juin 1935             | 6      | ACF Fiorentina        |
| 17  | Attaquant | Ezio Pascutti        | 1er juin 1937            | 1      | Bologna FC 1909       |
| 18  | Défenseur | Mario David          | 13 mars 1934             | 2      | AC Milan              |
| 19  | Défenseur | Francesco Janich     | 27 mars 1937             | 0      | Bologna FC 1909       |
| 20  | Milieu    | Paride Tumburus      | 8 mars 1939              | 0      | Bologna FC 1909       |
| 21  | Milieu    | Giorgio Ferrini      | 18 août 1939             | 1      | Torino FC             |
| 22  | Attaquant | Giacomo Bulgarelli   | 24 octobre 1940          | 0      | Bologna FC 1909       |

## Coupe du monde

### Groupe II
| Classement final |                      |     |   |   |   |   |    |    |      |
|                  | Équipe               | Pts | J | G | N | P | BP | BC | Moy. |
| 1                | Allemagne de l'Ouest | 5   | 3 | 2 | 1 | 0 | 4  | 1  | 4.00 |
| 2                | Chili                | 4   | 3 | 2 | 0 | 1 | 5  | 3  | 1.67 |
| 3                | Italie               | 3   | 3 | 1 | 1 | 1 | 3  | 2  | 1.50 |
| 4                | Suisse               | 0   | 3 | 0 | 0 | 3 | 2  | 8  | 0.25 |

| 31 mai | Italie | 0 | 0 | Allemagne de l'Ouest |
| 2 juin | Chili  | 2 | 0 | Italie               |
| 8 juin | Italie | 3 | 0 | Suisse               |

| 31 mai 1962                       | Allemagne de l'Ouest | 0 - 0 | Italie | Estadio Nacional, Santiago                    |                                               |
| 15:00 · Historique des rencontres |                      |       |        | Spectateurs : 65 440 Arbitrage : Bob Davidson | Spectateurs : 65 440 Arbitrage : Bob Davidson |
| 15:00 · Historique des rencontres | Rapport              |       |        | Spectateurs : 65 440 Arbitrage : Bob Davidson | Spectateurs : 65 440 Arbitrage : Bob Davidson |

| 2 juin 1962                       | Chili                  | 2 - 0 | Italie | Estadio Nacional, Santiago                 |                                            |
| 15:00 · Historique des rencontres | Ramírez 73e · Toro 87e |       |        | Spectateurs : 66 057 Arbitrage : Ken Aston | Spectateurs : 66 057 Arbitrage : Ken Aston |
| 15:00 · Historique des rencontres | Rapport                |       |        | Spectateurs : 66 057 Arbitrage : Ken Aston | Spectateurs : 66 057 Arbitrage : Ken Aston |

| 7 juin 1962                       | Italie                         | 3 - 0 | Suisse | Estadio Nacional, Santiago                        |                                                   |
| 15:00 · Historique des rencontres | Mora 1re · Bulgarelli 65e, 67e |       |        | Spectateurs : 59 828 Arbitrage : Nikolaï Latychev | Spectateurs : 59 828 Arbitrage : Nikolaï Latychev |
| 15:00 · Historique des rencontres | Rapport                        |       |        | Spectateurs : 59 828 Arbitrage : Nikolaï Latychev | Spectateurs : 59 828 Arbitrage : Nikolaï Latychev |